# HMS Indefatigable (R10)
O HMS Indefatigable foi um porta-aviões operado pela Marinha Real Britânica e a segunda e última embarcação da Classe Implacable, depois do HMS Implacable. Sua construção começou em novembro de 1939 nos estaleiros da John Brown & Company em Clydebank na Escócia e foi lançado ao mar em dezembro de 1942, sendo comissionado na frota britânica em dezembro do ano seguinte. Ele era capaz de transportar até 81 aeronaves, era armado com uma bateria antiaérea composta por vários canhões de 113, 40 e 20 milímetros, tinha um deslocamento carregado de mais de 32 mil toneladas e alcançava uma velocidade máxima acima de 32 nós (sessenta quilômetros por hora).
O Indefatigable entrou em serviço no fim da Segunda Guerra Mundial, primeiro atuando junto com a Frota Doméstica em ataques na Noruega em 1944 e depois com a Frota Britânica do Pacífico em ações contra o Japão em 1945. Ele visitou portos na Oceania e África do Sul depois do fim da guerra até voltar para casa em 1946, transportando soldados e civis pelo restante do ano. Foi colocado na reserva depois disso e então convertido em um navio-escola, servindo na capacidade de capitânia da Esquadra de Treinamento da Frota Doméstica de 1950 a 1954. O Almirantado Britânico considerou o Indefatigable como redundante e ele acabou descomissionado em 1954 e desmontado.

## Características
O Indefatigable tinha 223,6 metros de comprimento de fora a fora, uma boca de 29,2 metros na linha de flutuação e um calado máximo de 8,9 metros. O navio tinha um sobrepeso significativo e seu deslocamento carregado era de 32 630 toneladas. Seu sistema de propulsão era composto por oito caldeiras Admiralty que alimentavam quatro conjuntos de turbinas a vapor Parsons, cada uma girando uma hélice. A potência indicada era de 149,6 mil cavalos-vapor (110 mil quilowatts) para uma velocidade máxima de 32,5 nós (60,2 quilômetros por hora), mas durante seus testes marítimos alcançou 32,06 nós (59,38 quilômetros por hora) a partir de 153 070 cavalos-vapor (112 552 quilowatts). Podia transportar até 4 770 toneladas de óleo combustível para uma autonomia de 6 720 milhas náuticas (12 450 quilômetros) a vinte nós (37 quilômetros por hora). Sua tripulação podia chegar a 2,3 mil oficiais e marinheiros.
Seu convés de voo tinha 231,6 metros de comprimento e uma largura máxima de 31,1 metros. Uma única catapulta hidráulica foi instalada na parte dianteira do convés de voo. O hangar superior tinha 139,6 metros de comprimento e o hangar inferior 63,4 metros, com ambos tendo uma largura de 18,9 metros e altura de 4,3 metros. Os hangares foram projetados para abrigar até 48 aeronaves, mas estacionamento no convés de voo permitia que esse número crescesse para 81. O porta-aviões podia levar até 430,3 mil litros de combustível para aviação. Havia dois elevadores de aeronaves instalados na linha central da embarcação, o primeiro media 13,7 por 10,1 metros e descia apenas até o hangar superior, enquanto o segundo tinha 13,7 por 6,7 metros e descia tanto ao hangar superior quanto ao inferior.
A bateria principal era composta por dezesseis canhões de duplo-propósito Marco III de 113 milímetros montados em oito torres de artilharia, quatro em cada lateral. Sua bateria antiaérea leve tinha 44 canhões "pom-pom" de 40 milímetros em cinco montagens óctuplas e uma montagem quádrupla espalhadas pela superestrutura e à bombordo do convés de voo, mais 55 canhões Oerlikon de 20 milímetros em dezenove montagens duplas e dezessete montagens únicas. O convés de voo era protegido por uma blindagem de 76 milímetros. As laterais dos hangares tinham 38 ou 51 milímetros de espessura, suas extremidades eram protegidas por anteparas de 51 milímetros, enquanto o convés do hangar tinha uma blindagem entre 38 e 64 milímetros. O cinturão principal na linha de flutuação tinha 114 milímetros de espessura, mas cobria apenas a parte central do navio, sendo fechado em cada extremidade por anteparas de 38 a 51 milímetros. Os depósitos de munição eram protegidos por tetos de 51 a 76 milímetros, laterais de 114 milímetros e extremidades de 38 a 51 milímetros.

## Carreira

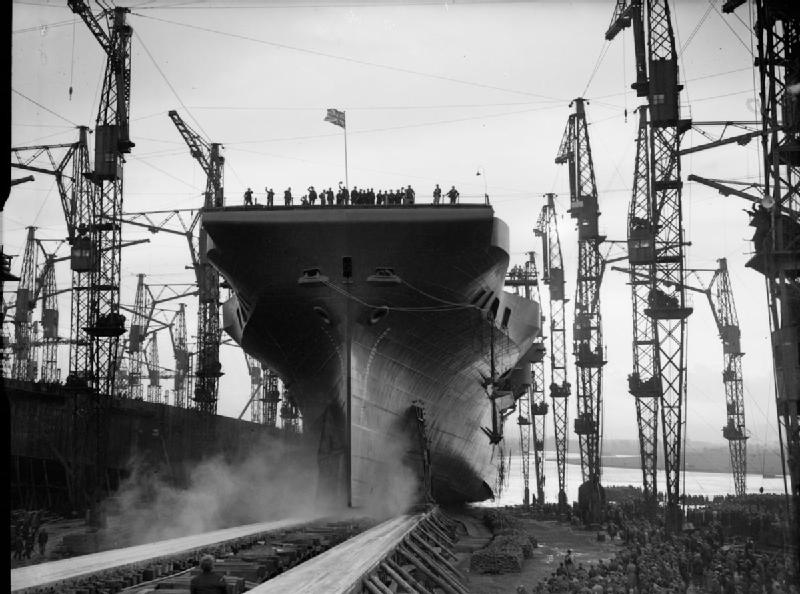
Cerimônia de lançamento do Indefatigable em 3 de novembro de 1939

O batimento de quilha do Indefatigable ocorreu em 3 de novembro de 1939 nos estaleiros da John Brown & Company em Clydebank, na Escócia, sob o número de construção 565. Foi lançado ao mar em 8 de dezembro de 1942 e batizado pela princesa Vitória de Hesse e Reno, a viúva Marquesa de Milford Haven. O capitão Quintin Graham foi nomeado seu oficial comandante em agosto de 1943.
Um ardil chamado de Operação Bijou foi iniciado pela Seção Controladora de Londres durante a equipagem do navio com o objetivo de confundir o inimigo e fazê-lo acreditar que o Indefatigable já estava pronto para o serviço. Os japoneses caíram no engano, com agentes como Malcolm Muggeridge e Peter Fleming espalhando desinformação por mais de um ano, suficiente para que o inimigo acreditasse que o navio tinha ido ao Sudeste Asiático e retornado para casa para reformas, época em que finalmente ficou pronto.
O porta-aviões foi comissionado em 8 de dezembro de 1943, iniciando testes marítimos que revelaram vários problemas que precisavam ser resolvidos, adiando sua finalização formal para 3 de maio de 1944. O Indefatigable foi designado para integrar a Frota Doméstica e passou os meses seguintes realizando treinamentos. O Esquadrão Aeronaval 1770 voou para a embarcação em 18 de maio com seus caças Fairey Firefly, seguido em junho pelo Esquadrão Aeronaval 826 e seus torpedeiros Fairey Barracuda.

### Segunda Guerra Mundial

#### Noruega
A primeira missão do Indefatigable foi uma breve surtida em 1º de julho de 1944 para dar cobertura aérea ao transatlântico RMS Queen Elizabeth, que estava transportando soldados estadunidenses para o Reino Unido. Ao retornar embarcou caças Supermarine Seafire do Esquadrão Aeronaval 887 e Barracudas do Esquadrão Aeronaval 820, que formaram a Asa de Reconhecimento de Torpedeiros-Bombardeiros Navais Nº 9. Sua primeira missão de combate foi a Operação Mascote em 17 de julho, um ataque contra o couraçado alemão Tirpitz no Fiorde de Kå junto com outros dois porta-aviões da Frota Doméstica. Ele contribuiu com 23 Barracudas e doze Fireflies; os primeiros atacaram o navio enquanto os segundos metralharam as baterias antiaéreas que o estavam defendendo. Uma cortina de fumaça impediu que os Barracudas enxergassem seu alvo e eles não conseguiram acertar o Tirpitz. Um dos Barracudas foi forçado a pousar na água próximo do Indefatigable e sua tripulação foi resgatada pelo contratorpedeiro HMS Verulam.
O Esquadrão Aeronaval 894 com Seafires pousou a bordo em 24 de julho para finalizar a Asa de Caças Navais Nº 24. O navio e vários porta-aviões de escolta atacaram alvos na Noruega em 10 de agosto, destruindo seis caças Messerschmitt Bf 110 e afundando um draga-minas. Em seguida participou da Operação Goodwood contra o Tirpitz, com caças Grumman F6F Hellcat do Esquadrão Aeronaval 1840 substituindo os Barracudas do esquadrão 826. A primeira missão ocorreu na manhã de 22 de agosto, quando o Indefatigable lançou doze Barracudas, onze Fireflies, oito Hellcats e oito Seafires contra o couraçado e alvos próximos. Uma cortina de fumaça novamente protegeu o Tirpitz e nenhum dano foi infligido, com dois Seafires sendo abatidos. Outro ataque ocorreu mais tarde no mesmo dia, sem resultados. O clima ruim impediu novas operações até o dia 24, com o porta-aviões contribuindo doze Barracudas, onze Fireflies e quatro Seafires, todos os quais retornaram. O Tirpitz foi desta vez levemente danificado por dois acertos, uma bomba de 230 quilogramas e outra perfurante de 730 quilogramas. Esta última penetrou o convés blindado mas não explodiu e provavelmente teria infligido danos seríssimos caso tivesse detonado. Um último ataque cinco dias depois também falhou. O esquadrão 887 afundou sete hidroaviões em Banak durante esta operação.

#### Oceano Índico

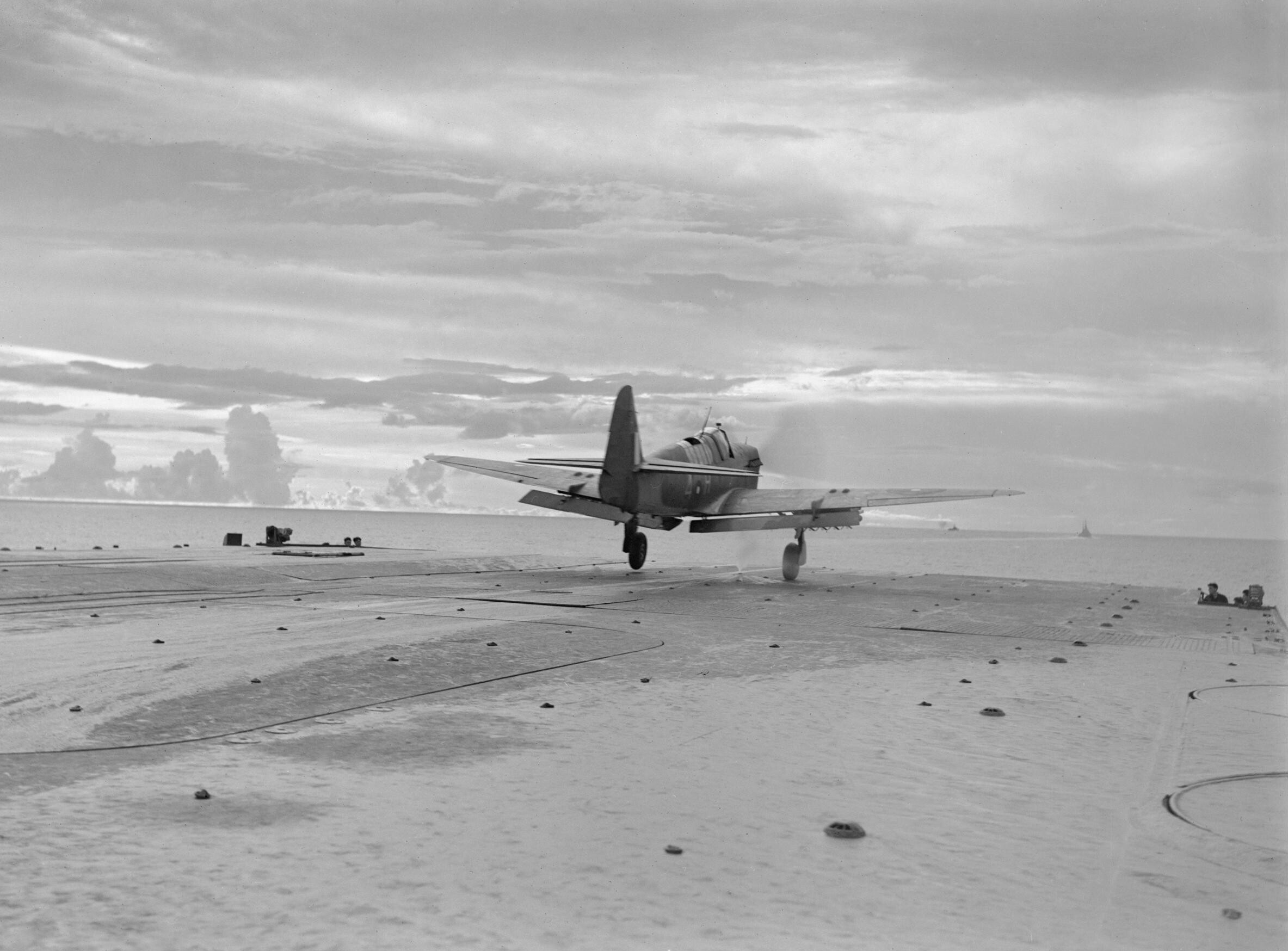
Um Firefly decolando do Indefatigable para atacar refinarias em Pangkalan Brandan em 4 de janeiro de 1945

O Indefatigable fez uma surtida de Scapa Flow em 19 de setembro de 1944 para atacar alvos próximos de Tromsø, mas a operação foi cancelada pelo clima ruim. O navio passou por breves reformas na John Brown & Company entre 28 de setembro e 8 de novembro. Tornou-se em 15 de novembro a capitânia da 1ª Esquadra de Porta-Aviões, sob o comando do contra-almirante sir Philip Vian. O rei Jorge VI inspecionou a embarcação no dia seguinte; tripulações de terra dos esquadrões 820, 887, 894 e 1770 embarcaram algum tempo depois. Suas aeronaves, que totalizavam quarenta Seafires, doze Fireflies e 21 torpedeiros Grumman TBF Avenger, chegaram em 19 de novembro. O Indefatigable em seguida partiu para o Extremo Oriente a fim de se juntar à Frota Britânica do Pacífico, chegando em Colombo no Ceilão em 10 de dezembro, com Vian transferindo sua capitânia para o porta-aviões HMS Indomitable.
O navio, junto com os porta-aviões Indomitable e HMS Victorious, atacaram em 4 de janeiro de 1945 uma refinaria de petróleo em Pangkalan Branda na ilha da Sumatra, nas Índias Orientais Neerlandesas. Embarcou seis Hellcats de reconhecimento fotográfico do Esquadrão Aeronaval 888, entretanto a única contribuição do Indefatigable ao ataque foram os Fireflies do esquadrão 1770, que usaram foguetes não-guiados RP-3 contra seus alvos. O esquadrão reivindicou ter abatido um caça japonês Nakajima Ki-43 Hayabusa, perdendo um Firefly  que ficou sem combustível e precisou pousar na água perto do porta-aviões. O almirante lorde Louis Mountbatten, o Supremo Comandante Aliado do Comando do Sudeste Asiático, discursou para a tripulação em 11 de janeiro.
A Frota Britânica do Pacífico navegou em direção ao Oceano Pacífico, no caminho atacando refinarias próximas de Palimbão, na Sumatra, em 24 e 29 de janeiro. Seus Seafires não tinham a autonomia para alcançar os alvos e assim foram usados em patrulhas de combate aéreo sobre a frota. Contribuiu com dez Avangers e todos os seus Fireflies no primeiro ataque, que destruiu a maioria dos tanques de petróleo e reduziu a produção da refinaria ao meio por três meses. Uma refinaria diferente foi atacada cinco dias depois e o esquadrão 820 novamente contribuiu com dez Avangers enquanto o esquadrão 1770 voou nove Fireflies. Este também voou dois Fireflies em uma missão de reconhecimento sobre um campo de pouso que ficava entre os porta-aviões e seus alvos. O ataque foi bem-sucedido, mas a um culto alto, porém as perdas do Indefatigable são desconhecidas. Seus Seafires abateram uma aeronave de reconhecimento Mitsubishi Ki-46 à procura da frota e cinco bombardeiros Kawasaki Ki-48 que tentaram atacar os navios.

#### Oceano Pacífico

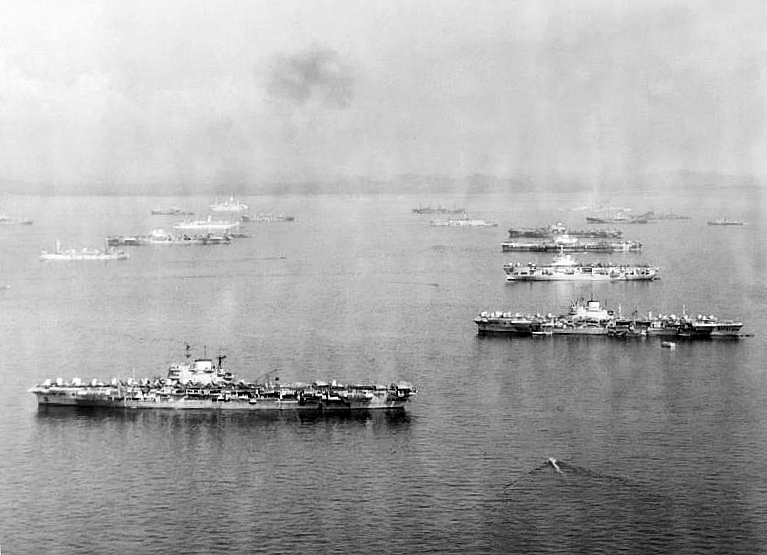
Os porta-aviões da Frota Britânica do Pacífico em 1945

A frota chegou em Sydney, na Austrália, em 10 de fevereiro; suas tripulações receberam licença e os navios passaram por manutenção antes de seguirem no dia 27 para a base avançada britânica na ilha Manus, nas Ilhas do Almirantado. Chegaram no local em 7 de março e realizaram exercícios, partindo então no dia 18 para Ulithi. A Frota Britânica do Pacífico se juntou no local à Quinta Frota dos Estados Unidos dois dias depois com o objetivo de participarem de operações preliminares para a invasão de Okinawa. Os britânicos deveriam neutralizar campos de pouso japoneses nas Ilhas Sakishima a partir de 26 de março. Seus Seafires novamente foram mantidos para defender a frota e apenas os Avangers e Fireflies atacaram os campos de pouso. Seus esquadrões de Seafire careciam de treze de seus cinquenta pilotos autorizados e não conseguiram manter o ritmo do primeiro dia de operações, quando voaram 72 surtidas. Houve uma pausa no final do mês para reabastecer, com o Indefatigable se tornando o primeiro porta-aviões britânico a ser atingido em 1º de abril por um kamikaze um dia depois das operações de voo serem retomadas, quando uma aeronave japonesa conseguiu escapar da patrulha de combate aéreo e acertou a base de sua superestrutura. A bomba que estava levando não detonou e isto limitou as baixas a 21 mortos e 27 feridos. Os danos ao navio foram mínimos e seu convés de voo voltou a operar em trinta minutos.
A Frota Britânica do Pacífico atacou campos de pouso no norte de Formosa em 12 e 13 de abril. Dois Fireflies encontraram cinco bombardeiros de mergulho Mitsubishi Ki-51 no primeiro dia e abateram quatro deles. Quatro Seafires em patrulha de combate aéreo avistaram na mesma manhã quatro caças japoneses, três Mitsubishi A6M Zero e um Kawasaki Ki-61 Hien, abatendo um Zero. A frota foi às Ilhas Sakishima no dia 17 e então recuou para o Golfo de Leyte a fim de descansar e reabastecer. Baixas de Seafires foram muito altas, com 25 de quarenta aeronaves tendo sido perdidas ou danificadas além de conserto e apenas cinco substitutos chegando. Vian considerava sua curta autonomia e pouca de resistência como uma deficiência grave para a frota, que voltou à ação em 4 de maio para novos ataques contra as Ilhas Sakishima. Suas aeronaves continuaram voando em surtidas até 25 de maio. Estatísticas mostraram que 61 Seafires foram perdidos ou danificados além de conserto em acidentes de pouso durante as duas fases da operação.

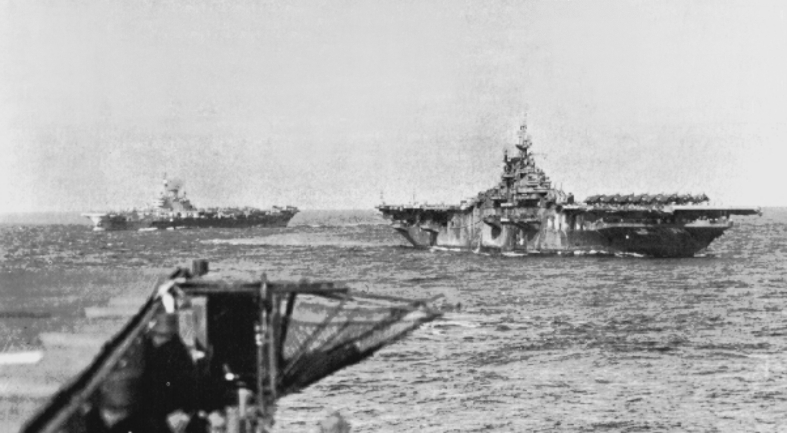
O Indefatigable (esquerda) junto com o USS Randolph em 30 de agosto de 1945

A frota retornou para Sydney em 5 de junho e foi para Manus três semanas depois, porém o Indefatigable ficou para trás porque precisava de reparos em seus maquinários. Partiu para Manus em 7 de julho e seu grupo aéreo retornou, com os Fireflies do Esquadrão Aeronaval 1772 substituindo o esquadrão 1770. Chegou próximo do litoral japonês em 20 de julho e quatro dias depois começou a atacar alvos próximos de Osaka e no Mar Interior de Seto. As aeronaves da Frota Britânica do Pacífico danificaram o porta-aviões de escolta Kaiyō e afundaram várias embarcações menores no dia 24. Os navios reabasteceram e retomaram os ataques em 28 e 30 de julho, com os britânicos afundando o navio de escolta Okinawa próximo de Maizuru. Novas operações aéreas foram adiadas até 9 de agosto por uma combinação de clima ruim, necessidade de reabastecimento e o bombardeio atômico de Hiroshima. Neste dia, as aeronaves do Indefatigable atacaram alvos no norte de Honshū e sul de Hokkaidō. Os ataques foram repetidos no dia seguinte, afundando dois navios de guerra e várias embarcações mercantes, também destruindo locomotivas e aeronaves no solo.
A Frota Britânica do Pacífico estava programada para recuar depois de 10 de agosto com o objetivo de se preparar para a Operação Olímpico, a planejada invasão de Kyūshū em novembro, com a maior parte da força indo para Manus no dia 12. O Indefatigable permaneceu com o resto da frota Aliada e suas aeronaves atacaram as redondezas de Tóquio no dia seguinte. Operações de voo foram retomadas na manhã de 15 de agosto após reabastecimento. O primeiro ataque aéreo seria contra um campo de pouso em Kisarazu, tendo cinco Fireflies e seis Avangers escoltados por oito Seafires, mas as aeronaves foram forçadas a desviar para um alvo secundário devido ao clima ruim. No caminho foram atacados por doze Zeros no que se tornaria o último combate aéreo britânico da guerra. Os japoneses abateram um Seafire e danificaram um Avanger. Os Seafires reivindicaram terem abatido quatro Zeros, com outros quatro possivelmente derrubados também, mais quatro danificados. Um Avenger reivindicou ter danificado um Zero. Um bombardeiro de mergulho Yokosuka D4Y Suisei atacou o porta-aviões, mas suas duas bombas erraram. O Japão se rendeu no mesmo dia e as aeronaves do Indefatigable continuaram a voar patrulhas de combate aéreo e missões de reconhecimento à procura de campos de prisioneiros de guerra, jogando suprimentos para eles à medida que eram encontrados.

### Pós-guerra

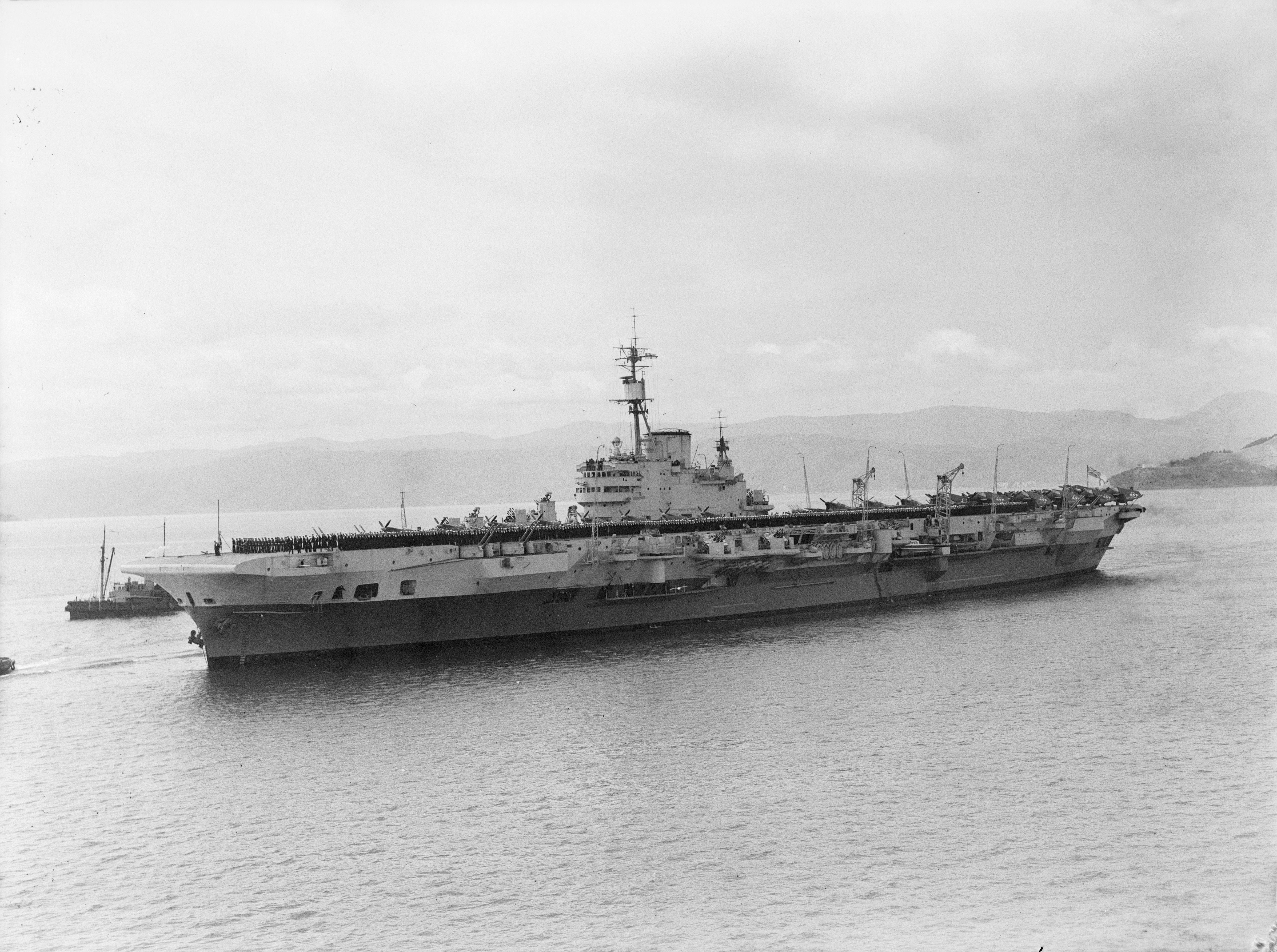
O Indefatigable em Wellington em novembro de 1945

O almirante sir Bruce Fraser, comandante da Frota Britânica do Pacífico, subiu a bordo em 17 de agosto e discursou para a tripulação. O Indefatigable continuou com operações de voo até entrar na Baía de Sagami em 5 de setembro. Partiu três dias depois para Sydney, no caminho parando em Manus. Chegou na Austrália no dia 18 e iniciou uma reforma que durou até 15 de novembro. O capitão Ian MacIntyre assumiu o comando em 1º de novembro. Tornou-se a capitânia de Vian em 22 de novembro e partiu em uma viagem para a Nova Zelândia. Chegou em Wellington no dia 27 e foi aberto para visitação pública, período durante o qual foi visitado pelo primeiro-ministro Peter Fraser. Em seguida rumou para Auckland, onde chegou em 12 de dezembro e foi novamente aberto ao público. Voltou para Sydney e visitou Melbourne em 22 de janeiro de 1946, partindo de volta para casa seis dias depois. Vian transferiu sua capitânia para o Implacable no mesmo dia e o Indefatigable parou no caminho em Fremantle na Austrália e Cidade do Cabo na África do Sul. Foi novamente aberto para visitação nesta última parada, sendo visitado também por pelo governador-geral Gideon Brand van Zyl.
O porta-aviões chegou no Estaleiro Real de Portsmouth em 16 de março. Seus hangares foram modificados para acomodar mais de 1,9 mil passageiros, incluindo mulheres, partindo para a Austrália em 25 de abril com 782 marinheiros da Marinha Real e 130 esposas de guerra australianas. A maioria dos marinheiros desembarcaram em Colombo, enquanto a maioria das esposas de guerra desembarcaram em Fremantle. O Indefatigable prosseguiu até Sydney, onde embarcou um hospital naval completo com pacientes, além de mais de mil marinheiros e oficiais da Marinha Real. Partiu em 9 de junho e chegou em Plymouth em 7 de julho. Sua viagem seguinte envolveu um transporte de um número muito menor de homens para Malta e Colombo, com apenas 47 oficiais e 67 marinheiros, a maioria dos quais desembarcou em Malta. Chegou em Colombo em 15 de agosto e embarcou um contingente completo de passageiros dos três ramos de serviço para voltarem ao Reino Unido. Chegou em Portsmouth em 9 de setembro e sua viagem seguinte envolveu o transporte de mais de 1,2 mil civis e militares para Malta, Colombo e Singapura. Voltou para Portsmouth em 29 de outubro e passou por uma breve reforma em preparação para sua última viagem de transporte. O navio partiu vazio para Norfolk nos Estados Unidos, onde embarcou pessoal da Marinha Real, retornando em 21 de novembro. Foi colocado na reserva no mês seguinte e MacIntyre se aposentou em 7 de janeiro de 1947.
O Almirantado decidiu em meados de 1949 recomissionar o Indefatigable como um navio-escola. O capitão Henry Fancourt assumiu o comando em 22 de agosto a fim de prepará-lo para o mar. Chegou no Estaleiro Real de Devonport em 30 de agosto para iniciar as modificações necessárias, com Fancourt passando o comando para o estaleiro no dia seguinte. O capitão John Grindle foi nomeado seu novo oficial comandante em 24 de março de 1950 e o navio recomissionado em 28 de maio. O capitão Robert Sherbrooke substituiu Grindle dois dias depois e o Indefatigable iniciou testes marítimos em 28 de junho. Foi inspecionado em 3 de julho pelo contra-almirante St John Micklethwaithe, comandante da Esquadra de Treinamento da Frota Doméstica, recebendo seus primeiros alunos pouco depois. Participou em seguida de exercícios com a Frota Doméstica em Gibraltar entre setembro e outubro. Partiu de Portland em 12 de março de 1951 como a capitânia de Micklethwaithe para mais exercícios com a Frota Doméstica, depois passando por breves reformas em Devonport em maio. O capitão John Grant assumiu o comando em 6 de junho e a embarcação foi aberta para visitação pública em 17 de julho como parte do Festival da Grã-Bretanha. Visitantes ficaram presos a bordo cinco dias depois quando uma tempestade forçou o Indefatigable a ir para o mar. Os visitantes desembarcaram em segurança no dia seguinte. Serviu de capitânia do contra-almirante Royer Dick de setembro até iniciar outra breve reforma em Devonport em janeiro de 1952.
As reformas terminaram em fevereiro e o Indefatigable se juntou ao Implacable para uma viagem a Gibraltar. Realizou exercícios com a Frota Doméstica no meio do ano e visitou Aarhus na Dinamarca em julho, quando foi visitado pela rainha Alexandrina. O capitão Ralph Fisher assumiu o comando em 30 de janeiro de 1953 e três semanas depois o navio partiu para mais exercícios com a e outra viagem para Gibraltar. Voltou para Portland no final de março e visitou Bournemouth no final de maio. Juntou-se ao seu irmão e vários outros porta-aviões em 9 de junho para navegarem até Spithead, onde participaram seis dias depois de uma revista naval em celebração da coroação da rainha Isabel II. O Indefatigable participou com o Implacable entre setembro e outubro de exercícios nas Ilhas Scilly e no Canal de Bristol, iniciando então reformas em 6 de outubro. O Almirantado anunciou em 26 de janeiro de 1954 que o porta-aviões seria colocado na reserva. Isto não mudou suas atividades à curto-prazo e o navio partiu para sua viagem anual ao Mar Mediterrâneo, participando de exercícios e visitando Casablanca no Marrocos, retornando em seguida para Gibraltar. O capitão Hugh Browne assumiu o comando em 10 de maio. O Indefatigable recepcionou a rainha e seu marido Filipe, Duque de Edimburgo, quatro dias depois quando estes retornaram de uma viagem pela Comunidade Britânica. O porta-aviões participou no mês seguinte de exercícios na Escócia e visitou Aarhus novamente. Começou em agosto a transferir seus deveres de navio-escola para o porta-aviões rápido HMS Ocean, chegando em Rosyth em 2 de setembro para ser descomissionado, um processo que demorou até o mês seguinte para ser finalizado. Foi rebocado para Gare Loch em junho de 1955, onde foi listado para ser descartado. O Indefatigable foi vendido para desmontagem em setembro de 1956 e desmontado em Faslane.